# هاینکل هائی ۷۰
هاینکل هائی ۷۰ (به آلمانی: Heinkel He 70) یک هواگرد تک‌باله تک‌موتوره تک‌سرنشین ساخت شرکت هاینکل در آلمان بود که نخستین پرواز خود را ماه دسامبر سال ۱۹۳۲ انجام داد.

## طراحی و توسعه

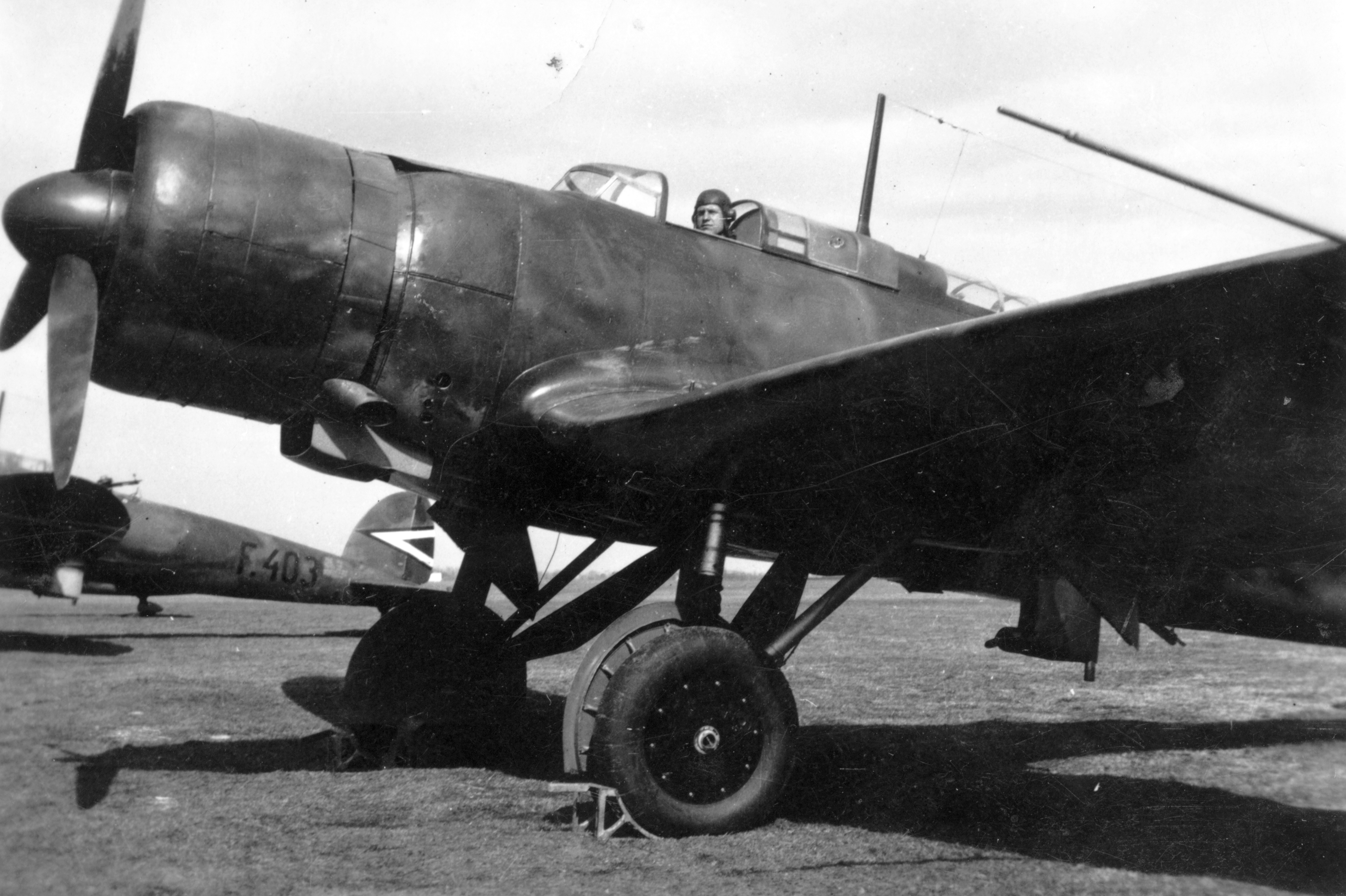
در خدمت نیروی هوایی مجارستان به عنوان هواگرد شناسایی، ۱۹۳۹

به دنبال اعلام نیاز شرکت‌های هواپیمایی لوفت‌هانزا و سوئیس ایر برای یک هواپیمای پرسرعت و قابل رقابت با هواپیمای آمریکایی لاکهید وگا در مسیرهای کوتاه، شرکت هاینکل سال ۱۹۳۲ هواگرد هائی ۷۰ را طراحی کرد. این هواگرد با بال‌های بیضوی می‌توانست تا پنج سرنشین را به عنوان مسافر حمل کند و تنها یک خدمه به عنوان خلبان داشت. یک صندلیِ مسافر دقیقاً پشت صندلی خلبان قرار داشت. جهت چهار صندلی دیگر «عمود بر جهت پرواز» (دو صندلی در سمت چپ و دو صندلی در راست) بود. جمع شونده بودن رادیاتور گلیکول و ارابه فرود، حداکثر سرعت پرواز این هواگرد را ۴۰ کیلومتر بر ساعت افزایش داد؛ چرخ کوچک زیر دم قابل جمع شدن نبود.
علاوه بر نسخه غیرنظامی، نسخه‌های نظامی این هواگرد نیز توسعه یافت. ویژگی‌های این هواگرد از بسیاری جهات نقطه عطفی در تاریخ هوانوردی بود. موتور جدید در مدل هائی ۷۰کا حداکثر سرعت هواگرد را از ۳۶۰ به ۴۳۵ کیلومتر بر ساعت افزایش داد. نقطه ضعف اصلی هائی ۷۰ در کاربرد نظامی خطر آتش‌سوزی در آن بود. بخش‌هایی از بدنه این هواگرد از یک آلیاژ منیزیم بسیار قابل اشتعال به نام الکترون ساخته شده بود؛ اگرچه جنس بیشتر بدنهٔ یکپارچه این هواگرد از آلیاژ دورآلومین بود. علاوه بر این درون هر بال هواگرد یک مخزن سوخت ۲۱۰ لیتری قرار داشت که احتمال خطر را افزایش می‌داد. مشکلات دیگر عبارت بود از تسلیحات ضعیف، بُرد کوتاه و دید ضعیف از درون اتاقک بود.

## استفاده
لوفت‌هانزا در سال‌های ۱۹۳۴ تا ۱۹۳۷ تعدادی از این هواگرد را به منظور خدمات پرواز سریع بین برلین و شهرهای فرانکفورت، هامبورگ و کلن و همچنین بین دو شهر هامبورگ و کلن آلمان به خدمت گرفت.
لوفت‌وافه از سال ۱۹۳۵ از هائی ۷۰ را به عنوان هواگرد شناسایی و بمب‌افکن سبک و بعدها به عنوان هواپیمای مسافربری، خدمات هوایی و رابط تا پایان جنگ جهانی دوم استفاده کرد. لژیون کوندور در جریان جنگ داخلی اسپانیا ۲۸ فروند از این هواگرد را به‌کار گرفت. نیروی هوایی مجارستان میان سال‌های ۱۹۳۷ تا ۱۹۴۲ هجده فروند هواگرد شناسایی مدل صادراتی هائی ۷۰کا در خدمت خود داشت. 

## عملکرد

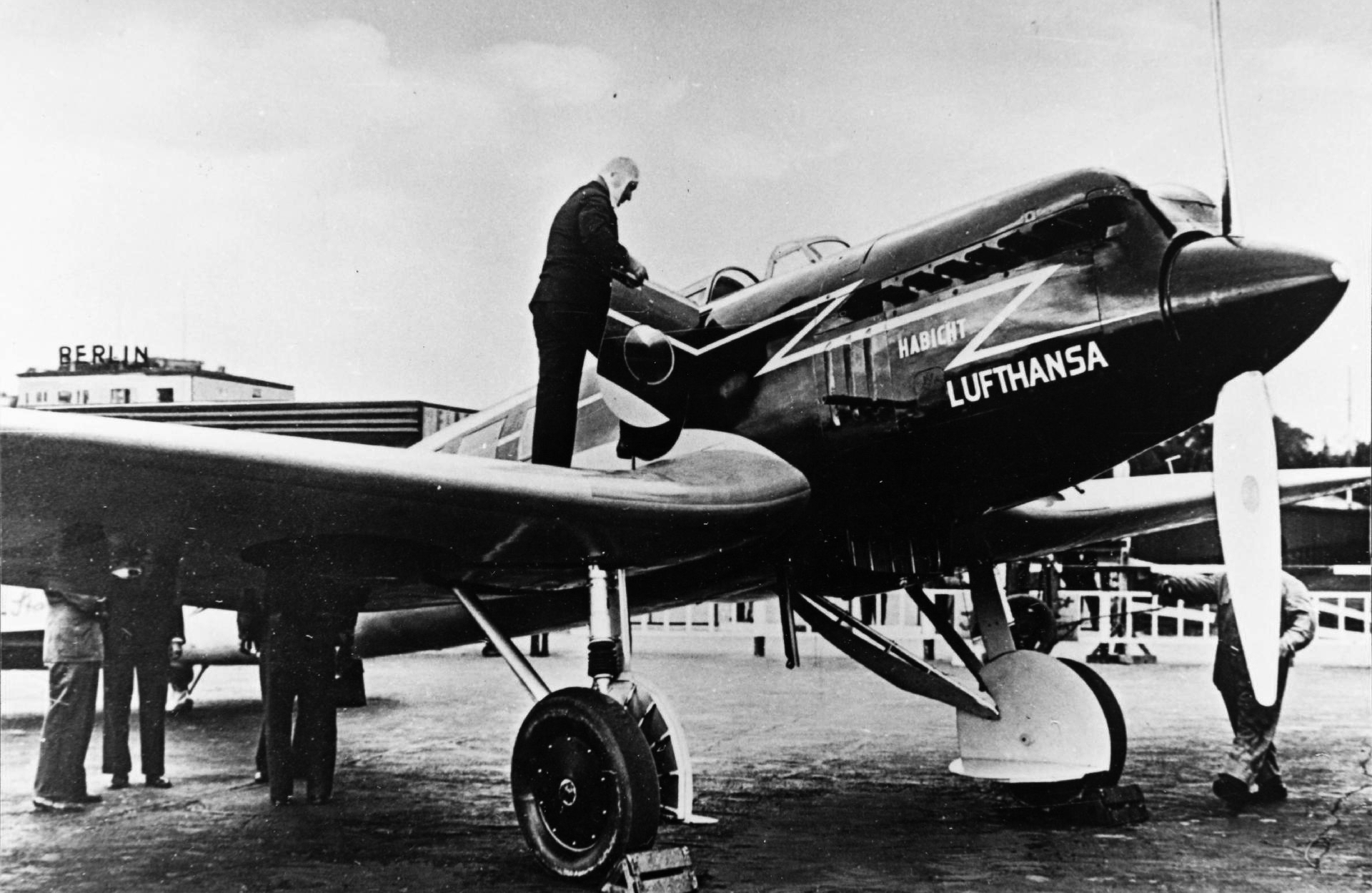
در خدمت لوفت‌هانزا

هائی ۷۰ تا آغاز سال ۱۹۳۳ در مجموع با ثبت هشت رکورد جهانی سرعت در مسافت و رسیدن به حداکثر سرعت ۳۷۷ کیلومتر بر ساعت، در مقطعی سریع‌ترین هواپیمای تجاری جهان بود و همین امر نام لقب «صاعقه» (Blitz) را برای آن به ارمغان آورد.

## کاربران
کاربران غیرنظامی
- دویچه لوفت‌هانزا
- رولز-رویس لیمیتد
- سوئیس‌ایر

کاربران نظامی
- لوفت‌وافه
- نیروی هوایی مجارستان
- نیروی هوایی اسپانیا: ۱۱ فروند از ۳۰ هواگرد لژیون کوندور را دریافت کرد.
- خدمات هوایی دریایی امپراتوری ژاپن یک فروند برای آزمایش دریافت کرد.